# Nina Žabjek
Nina Žabjek , slovenska rokometašica, * 4. marec 1998, Ljubljana.
Nina je članica RK Krim in slovenske reprezentance, s katero je nastopila na evropskih prvenstvih 2018 in 2020 ter na svetovnih prvenstvih 2017 in 2019.